# Alpanseque
Alpanseque – gmina w Hiszpanii, w prowincji Soria, w Kastylii i León, o powierzchni 54,62 km². W 2011 roku gmina liczyła 82 mieszkańców.